# 變相怪傑
《變相怪傑》是一部于1994年首映的美國超級英雄電影，內容改編自黑馬漫畫旗下的同名超級英雄漫畫系列《面具》，講述一名上班族在戴上了一個具有超能力的面具後變成超級英雄的經歷。
電影由卓克·羅素執導，占·基利及金美倫·戴雅絲等主演；此片亦為金美倫·戴雅絲的出道作品。此電影大受歡迎，亦獲得提名數個獎項，包括金球獎最佳音樂及喜劇类电影男主角（占·基利）及第67屆奧斯卡最佳視覺效果獎。

## 劇情
在艾奇市（Edge City），個性老實且經常被人嘲笑的銀行職員史丹利·伊卜吉，唯一的朋友是他的同事查理·舒馬克。與此同時，黑幫頭目多利安·泰瑞爾策劃推翻他的老大尼可，他派遣女友蒂娜·卡萊兒到銀行勘查地形，準備實施搶劫。史丹利對蒂娜一見鍾情，而蒂娜似乎也對他表示友好。
在某次試圖進入可可邦果夜總會觀看蒂娜的表演時，史丹利被拒之門外。回家的路上，他的借來的車拋錨，心情失落的他在港口邊發現了一個人形物體，但靠近後發現這只是一堆垃圾，裡面藏著一個神秘的木製面具。回家後，史丹利戴上面具，瞬間變成了綠面怪人——一個可以隨心所欲改變自己和周圍環境的角色。這股新獲得的力量讓史丹利重拾自信，他用這種力量在城市裡展開了一系列滑稽的行動，包括報復那些曾經欺負過他的人。
第二天，史丹利遇到了警探米奇·凱拉威分隊長和記者佩姬·布蘭德，他們正在調查綠面怪人的行動。為了能看到蒂娜的演出，史丹利再次戴上面具，劫走了銀行的錢，意外破壞了多利安的搶劫計劃。史丹利以綠面怪人的身份在可可邦果夜總會與蒂娜共舞，並親吻了她。然而，多利安發現後對此十分不滿，他與手下追擊史丹利。史丹利逃跑時留下了一塊綠面怪人服裝的布料，變回原本的睡衣碎片，這引起了警方的懷疑。
之後，史丹利求助於心理醫生亞瑟·紐曼博士，得知這個面具可能是北歐神話中洛基的創作，並且只有在夜晚才能發揮其力量。紐曼推測，綠面怪人的性格反映了史丹利壓抑已久的渴望。當晚，史丹利以綠面怪人的身份約蒂娜見面，卻被凱拉威打斷並試圖逮捕他。史丹利逃走後尋求佩姬的幫助，沒想到佩姬為了五萬美元的賞金出賣了他，將他交給了多利安。
多利安戴上面具後變成了一個邪惡強壯的怪物。他強迫史丹利交出搶劫的贓款，並用一個綠色橡膠面具嫁禍給史丹利，將他交給了警方。後來，蒂娜到警局探望史丹利，史丹利懇求她離開城市，但蒂娜表示感激他的善意，並告訴他真正的他比面具更重要。蒂娜試圖逃跑卻被多利安綁架，並被帶到可可邦果夜總會參加由尼可舉辦的慈善晚會。晚會上，多利安戴著面具殺死了尼可，並準備引爆炸彈摧毀夜總會。
史丹利的狗米洛幫助主人從牢房中取回鑰匙，協助他逃脫。史丹利將凱拉威挾持作為人質，前往夜總會試圖阻止多利安。儘管被多利安的手下抓住，蒂娜利用伎倆讓多利安摘下面具，並讓米洛搶走它。米洛戴上面具後展現了強大的力量，對抗多利安的手下。
史丹利成功奪回面具，並利用其力量在炸彈爆炸前將炸彈吞入肚中，封住了爆炸的威力。他隨後用畫筆變出沖水開關，將多利安送入夜總會的噴泉下水道，徹底解決了他。
警方隨後趕到，逮捕了多利安的手下，而市長則讚揚史丹利為英雄，阻止凱拉威再次逮捕他。
第二天，史丹利恢復了自信，與蒂娜一起回到港口。他們將面具丟進水中，並深情一吻。查理試圖撿回面具，卻被米洛搶走，米洛帶著面具游走了。

## 演員
| 演員                               | 角色                                             | 備註               | 臺灣配音 | 香港配音 （明珠版） | 香港配音 （HBO版） |
| 金·凱瑞 Jim Carrey                 | 史丹利·伊卜吉「面具」 Stanley Ipkiss（The Mask） | 主角。             | 夏治世   | 郭志權              | 李家傑             |
| 卡麥蓉·狄亞 Cameron Diaz           | 蒂娜·卡萊兒 Tina Carlyle                         | 多利安女友。       | 石采薇   | 陸惠玲              | 吳梅               |
| 彼得·格林 Peter Greene             | 多利安·泰瑞爾 Dorian Tyrell                      | 反派。             | 蔣鐵城   | 招世亮              | 袁德基             |
| 理查德·傑尼 Richard Jeni           | 查理·舒馬克 Charlie Schumaker                    | 史丹利好友。       | 曹冀魯   | 張炳強              |                    |
| 彼得·瑞格特 Peter Riegert          | 米奇·凱拉威分隊長 Lieutenant Mitch Kellaway      | 警探。             | 符爽     | 盧國權              | 楊啟健             |
| 吉姆·道恩 Jim Doughan              | 偵探道伊爾 Detective Doyle                       | 凱拉威拍檔。       | 梁興昌   | 陳永信              |                    |
| 艾美·揚斯貝克 Amy Yasbeck          | 佩姬·布蘭德 Peggy Brandt                         | 記者。             |          | 沈小蘭              |                    |
| 歐瑞提斯·瑪塔席納 Orestes Matacena | 尼可 Niko                                        | 邊緣城黑幫老大。   | 曹冀魯   | 陳曙光              | 陳德               |
| 南西·費許 Nancy Fish               | 平曼太太 Mrs. Peenman                            | 史丹利的房東。     |          | 雷碧娜              |                    |
| 提姆·巴格利 Tim Bagley             | 厄夫·雷普利 Irv Ripley                           |                    | 梁興昌   | 蘇強文              | 何偉誠             |
| 強尼·威廉斯 Johnny Williams        | 伯特·雷普利 Burt Ripley                          |                    | 于正昌   | 林保全              | 陳德               |
| 瑞吉納多·凱西 Reginald E. Cathey   | 弗利茲 Freeze                                    | 多利安護衛兼好友。 | 曹冀魯   | 陳欣                | 楊啟健             |
| 丹尼斯·佛瑞斯特 Denis Forest       | 史威特·艾迪 Sweet Eddy                           | 多利安手下。       | 于正昌   | 李錦綸              |                    |
| 艾佛利·歐玄 Ivory Ocean            | 米契爾·提爾頓 Mayor Mitchell Tilton              | 邊緣城市長。       | 曹冀魯   | 黃子敬              |                    |
| 喬伊利·費雪 Joely Fisher           | 瑪姬 Maggie                                      |                    |          |                     |                    |
| 班·史汀 Ben Stein                  | 亞瑟·紐曼 Dr. Arthur Neuman                      | 心理醫生。         | 梁興昌   | 張炳強              |                    |

## 製作
電影的主體拍攝於1993年8月30日開始，於洛杉矶县進行製作。

## 評價
爛番茄根據52條評論，持有77%的新鮮度，平均得分6.42／10。在Metacritic上，電影獲得56分。

## 原作
原作漫畫中，摩登大聖為以小丑（蝙蝠俠反派）作為藍本的殺人狂魔，為史丹利‧伊卜吉解放壓力的姿態。电影《變相怪傑》最初被策划成一部恐怖片，但這部電影在金·凱瑞（Jim Carrey）手中，卻變成一個「以搞出各種惡作劇來戲弄別人」的瘋癲英雄喜剧片。

## 參註
1. 1 2  . Box Office Mojo.   [1994-07-29]. （原始内容存档于2019-07-06）.
2. ↑  . The Hollywood Reporter 328 (34). 1993-08-31: 15-18, 20, 22-28, 61-65 （美国英语）.ProQuest 2362102482
3. ↑  . Rotten Tomatoes.   [1994-07-29]. （原始内容存档于2019-04-10）.
4. ↑  . Metacritic.   [1994-07-29]. （原始内容存档于2019-04-26）.

## 外部連結
- 互联网电影数据库（IMDb）上《變相怪傑》的资料（英文）
- AllMovie上《變相怪傑》的资料（英文）
- 爛番茄上《變相怪傑》的資料（英文）
- Metacritic上《變相怪傑》的資料（英文）
- Box Office Mojo上《變相怪傑》的資料（英文）
- 開眼電影網上《變相怪傑》的資料（繁體中文）
- 豆瓣电影上《變相怪傑》的資料 （简体中文）
- 时光网上《變相怪傑》的資料（简体中文）